# 切恩德勒
40°11′36″N 31°07′21″E / 40.1934°N 31.1226°E
切恩德勒（Cendere，史上曾称“钱达尔”Çandar）是土耳其安卡拉省纳勒汉区的一个村庄。
奥斯曼帝国早期，切恩德勒（时称“钱达尔”）是一个重要城镇。不仅富有而且在政治上也很有建树的钱达尔勒家族就是起源于该村。